# Caenaugochlora aequilanx
Caenaugochlora aequilanx är en biart som först beskrevs av Joseph Vachal 1904.  Caenaugochlora aequilanx ingår i släktet Caenaugochlora och familjen vägbin. Inga underarter finns listade.